# SHOWROOM
SHOWROOM은 iOS나 안드로이드 단말, PC에서 라이브 방송 및 시청을 할 수 있는 스트리밍 서비스이다.
2017년 4월부터 TOKYO FM에서 SHOWROOM 주식회사 대표이사인 마에다 유우지가 진행하는 라디오 프로그램 《SHOWROOM주의》가 일요일 (토요일 심야)에 방송되고 있다.